# نقد یاهو!
شرکت اینترنتی چند ملیتی یاهو از جهت موضوعات مختلفی مورد نقد قرار گرفته‌است.

## مشارکت یاهو در پرداخت
در مارس ۲۰۰۴، یاهو یک شرکت برای پرداخت غرامت راه اندازی کرد که به موجب آن وب سایت‌های تجاری بعد از پرداخت مبلغی، در لیست جستجوی یاهو پشتیبانی می‌شدند. این طرح سودآور بود اما بین بازاریابان وبسایت (که تمایلی به پرداخت نداشتند) و عموم (کسانی که از پرداخت برای لیست‌های غیرقابل تشخیص از نتایج جستجوی دیگر ناراضی بودند) محبوب نبود. در اکتبر سال ۲۰۰۶، مشارکت در پرداخت جهت پشتیبانی از هرگونه فهرست تجاری متوقف شد و یاهو به مشتریان این طرح، تنها از طریق به روز رسانی سایت خود، فراهم کردن برخی آمارها در جستجو و برخی از لینک‌های هوشمند اضافی (ارائه شده توسط مشتریان به عنوان فیدها) زیر نشانی وب واقعی جهت هدایت صفحه، کمک می‌کند.

## ابزارهای تبلیغاتی و جاسوسی
یاهو همچنین برای حمایت مالی از نرم‌افزارهای جاسوسی و ابزارهای تبلیغاتی مورد انتقاد قرار گرفته‌است. تبلیغات از طرف مشتریان یاهو اغلب بر روی لیستی از انتخاب‌ها که توسط ابزارهای تبلیغاتی مزاحم ساخته می‌شوند روی صفحه نمایش ظاهر می‌شود. کاربر ممکن است بدون اینکه متوجه شود با پذیرش پیشنهادهایی از قبیل دانلود نرم‌افزاری جهت تعمیر ساعت کامپیوتر، بهبود امنیت کامپیوتر یا تقویت مرورگر و غیره این ابزارها را بر روی کامپیوتر خود نصب کرده باشد. به گفته برخی از کارکنان سابق بخش فروش یاهو، فرکانس تبلیغات برای نرم‌افزارهای جاسوسی، از طریق مشارکت با توزیع‌کننده تبلیغات Walnut Ventures که مشارکت مستقیم با درآمد داشته، می‌تواند بر اساس نیازهای فوری یاهو افزایش یابد یا کاهش یابد.

## کار در جمهوری خلق چین
یاهو، همراه با گوگل چینی، مایکروسافت، سیسکو، ای او ال، اسکایپ، نورتل و غیره، با حزب کمونیست چین در اجرای سیستم سانسور اینترنت در سرزمین اصلی چین همکاری کرده‌است.
یاهو بر خلاف گوگل یا مایکروسافت، که معمولاً سوابق محرمانه کاربران خود را خارج از سرزمین اصلی چین، نگه می‌دارند، اظهار داشت که انمی تواند از حریم خصوصی و محرمانه مشتریان سرزمین اصلی چین خود، در مقابل مقامات محافظت کند.
منتقدان می‌گویند که شرکت‌ها قبل از اصول به سود توجه می‌کنند. سازمان دیده‌بان حقوق بشر و گزارشگران بدون مرز اظهار داشتند که «این امر که شرکت‌هایی که وجود آنها به آزادی اطلاعات و بیان بستگی دارد، کار سانسور را بر عهده گرفته‌اند، طعنه آمیز است».

### خروج از مخالفان چینی

#### شی تائو
در سپتامبر ۲۰۰۵ گزارشگران بدون مرز گزارش کردند که در ماه آوریل سال ۲۰۰۵، شی تائو، روزنامه‌نگار یک روزنامه چینی، توسط دادگاه افراد متوسط چانگشا استان هونان، چین به ۱۰ سال زندان محکوم شد. علت محکومیت وی «ارائه اسرار دولتی به نهادهای خارجی " بود. این "اسرار" لیستی کوتاه از دستورها جهت سانسور بود که وی آن‌ها را قبل از سالگرد تظاهرات میدان تیانآنمن در سال ۱۹۸۹، به انجمن دموکراسی آسیا از طریق حساب ایمیلی در یاهو فرستاد.
حکم منتشر شده توسط دولت چین اظهار داشت: شی تائو آن ایمیل را به صورت ناشناس از یاهو ارسال کرده بود. یاهو هُلدینگز (شرکت کمکی هنگ کنگ یاهو) به دولت چین گفته بود که آدرس IP مورد استفاده برای ارسال ایمیل توسط روزنامه هونان که شی تائو برای آن کار می‌کرد، ثبت شده‌است. پلیس مستقیم به دفتر کار او رفت و او را بازداشت کرد.
در فوریه ۲۰۰۶ مشاور عمومی یاهو بیانه ای به کنگره آمریکا ارسال کرد که در آن یاهو دانستن حقیقت پرونده شی تائو تکذیب کرد. در آوریل ۲۰۰۶، کمیته حقوقی هنگ کنگ، دربارهٔ اطلاعات شخصی یاهو هُلدینگر (هنگ کنگ) تحقیق کرد.
در تاریخ ۲ ژوئن ۲۰۰۶ اتحادیه نمایندگی روزنامه نگاران در بریتانیا و ایرلند (NUJ)، از ۴۰٬۰۰۰ اعضای خود خواست تا محصولات و خدمات یاهو را در اعتراض به اقدامات گزارش شده شرکت اینترنت در چین تحریم کنند.
در ژانویه ۲۰۰۷ شواهد، جزئیات حکمی را که مسئولان چین با برجسته کردن «اسرار دولتی» به عنوان اتهام شی تائو به مقامات یاهو فرستادند، نشان داده شد. در این حکم از یاهو خواسته شده بود تا اطلاعات ثبت نام حساب ایمیل مورد نظر، تمام زمان‌های ورود به حساب، آدرس IP متناظر با این حساب و ایمیل‌هایی با محتوای مرتبط از تاریخ ۲۲ فوریه ۲۰۰۴ را ارائه دهد. گزارش تحلیلگران و سازمان‌های حقوق بشر می‌گویند که این شواهد به‌طور مستقیم با شهادت یاهو قبل از کنگرهٔ آمریکا در تاریخ فوریه ۲۰۰۶، در تضاد است.
یاهو ادعا می‌کند که باید به قوانین قضایی دولت‌ها که در حال اجرا هستند، احترام بگذارد.

#### لی جی
در فوریه ۲۰۰۶ هنگامی که خبرنگاران بدون مرز، اسناد دادگاه چین را مبنی بر حمایت یاهو از مسئولان آن جهت مخالفت با لی جی منتشر کردند،انتقادها شدت گرفت. در دسامبر ۲۰۰۳، لی جی به علت "تحریک ویرانگر " به ۸ سال حبس محکوم شد.

#### وانگ شیائونینگ
وانگ شیائونینگ یک مخالف چینی از شن یانگ است که توسط مقامات جمهوری خلق چین به علت انتشار آنلاین مطالبی با محتوای بحث‌برانگیز دستگیر شد.
در سال‌های ۲۰۰۰ و ۲۰۰۱ وانگ، مهندسی حرفه ای، مجلات الکترونیکی را در گروه یاهو منتشر کرد. این مجلات خواستار اصلاحات دموکراتیک
و برچیدن حکومت تک حزبی بود. او در سپتامبر ۲۰۰۲، بعد از اینکه یاهو با فراهم کردن اطلاعاتی به مسئولان چینی کمک کرد، دستگیر شد. در سپتامبر ۲۰۰۳،
وانگ به اتهام «فتنه انگیزی برای واژگونی دولت» به ۱۰ سال زندان محکوم شد.
در ۱۸ آوریل ۲۰۰۷، یو لیانگ، همسر شیائوینینگ، از یاهو تحت قوانین حقوق بشر در دادگاه فدرال در سانفرانسیسکو، کالیفرنیا، ایالات متحده شکایت کرد.
وانگ شیائونینگ، به کمک سازمان جهانی حقوق بشر ایالات متحده، به عنوان شاکی در یاهو مسنجر نامگذاری شده و به ثبت رسیده‌است.
مورتون سکر، مدیر اجرایی این گروه، گفت: "یاهو به جهت 'بی مسئولیتی شرکتی' گناهکار است.
«یاهو می‌دانست که اگر در شناسایی هویت آن افراد به چین کمک کند، آن‌ها دستگیر خواهند شد.»
پس از آنکه چین خدمات یاهو را برای مدتی مسدود کرد، یاهو تصمیم گرفت تا به مسئولان دولت چین
به جهت تطبیق خدماتش با سیاست‌های این دولت، کمک کند.
طبق گزارش پست واشینگتن و بسیاری از رسانه‌ها:
دادخواست در سال ۲۰۰۱ می‌گوید که وانگ، از یک جساب ایمیل یاهو برای فرستادن پیامی ناشناس به یک لیست پستی اینترنتی استفاده کرد.
طبق این دادخواست یاهو تحت فشار دولت چین، این حساب را مسدود کرد. وانگ یک حساب جدید با یاهو ایجاد کرد و دوباره فرستادن آن مطالب را شروع کرد و
در اینجا دادخواست مدعی است که یاهو مجاز است که اطلاعات هویتی را به دولت تحویل دهد که این اطلاعات سبب شناسایی و دستگیری
وانگ در سپتامبر ۲۰۰۲ شد. دادخواست می‌گوید که دادستان‌های دادگاه چین به همکاری یاهو اشاره کردند.
گروه‌های سازمان حقوق بشر پرونده آن‌ها را بر اساس آمریکای ۲۱۷ ساله بنا کردند. قانون مجازات شرکت‌ها
به جهت نقض حقوق بشر در خارج از کشور، تلاشی است که دولت بوش با آن مخالفت کرد:
در سال‌های اخیر، فعالان کار به همراه شاکیان خارج از کشور تقاضای تقریباً بیست کسب و کار را تحت قانون محکوم کردند که فعالان می‌گویند
در مورد صلاحیت قضایی به دادگاه‌های آمریکا می‌گویند اعمال قوانین در خارج از کشور سبب نقض قوانین بین‌المللی می‌شود. این قوانین در سال ۱۷۸۹
توسط بنیان‌گذاران برای اهداف مختلف نوشته شده اما تا دهه ۱۹۸۰، به ندرت مورد استفاده قرار گرفتند.
در ۸ آگوست ۲۰۰۷، سازمان جهانی حقوق بشر از یاهو به دلیل رد و بدل اطلاعات (ایمیل و آدرس IP) با دولت چین که سبب دستگیری نویسندگان و مخالفان شد شکایت کرد.
پروندهٔ دادخواهی برای روزنامه نگاران، شی تائو و وانگ شیائوینینگ، در سانفرانسیسکو ثبت شده‌است. یاهو اظهار داشت که از حفظ حریم خصوصی و آزادی بیان
در کارش با بقیهٔ شرکت‌های تکنولوژی حمایت می‌کند تا نگرانی‌های حقوق بشر را برطرف کند.
در ۶ نوامبر ۲۰۰۷، پانل کنگرهٔ ایالات متحده آمریکا یاهو را به دلیل اینکه سال گذشته جزئیات کامل را به کمیته امور خارجه نداده بود، مورد انتقاد قرار داد و
اظهار داشت که «در بهترین حالت بدون شک سهل انگار» و در بدترین حالت «گمراه کننده و فریبنده» بوده‌است.

## ایجاد اتاق چت و پیام‌ها و پروفایل‌ها توسط کاربر
در نتیجهٔ تحقیق رسانه‌ها دربارهٔ شکارچیان اینترنتی کودک و فقدان درآمد قابل توجه از آگهی، یاهو مسنجر که توسط کاربران ایجاد شده بود،
در ژوئن ۲۰۰۵ بسته شد. بخش خبری یاهو در ۱۹ دسامبر ۲۰۰۶، تعطیل شد. علاوه بر این در اوسط اکتبر ۲۰۰۸، یاهو بدون اطلاع قبلی یا توضیح،
اطلاعات پروفایل میلیون‌ها کاربر را حذف کرد.

## جستجو تصویر
در 25 می 2006، جستجوی تصویرِ یاهو به دلیل اینکه حتی زمانیکه جستجو امن بود، تصاویر مستهجن نشان می‌داد، به شدت مورد انتقاد قرار گرفت.
این مسئله توسط معلمی که قصد داشت در کلاس "www" را جستجو کند، کشف شد. یاهو پاسخ داد: "یاهو از این مشکل آگاه است و تلاش می‌کند در اسرع وقت آن را حل کند".

## بحث باله کوسه
یاهو مالک 40% از علی بابا است که به فروش محصولات کوسه را کمک می‌کند. پس از سرمایه‌گذاری یاهو در علی بابا، از مدیران یاهو دربارهٔ این موضوع
سوال‌هایی پرسیده شد و آن‌ها این گونه پاسخ دادند: "ما می‌دانیم که فروش محصولات کوسه هم در آسیا و هم در سنت‌های دیرین قرن‌ها قانونی است و
از طرفی این مسئله بیشتر یک تمرین فرهنگی است".

## بستن Geocities
ژئوسیتیز یک سرویس میزبانی وب محبوب است که در سال 1994 کشف شد. از طرفی ژئوسیتیز سومین سایت در جهان وب بود که بیشترین مرور را داشت.
چندی بعد، در سال 1999، یاهو ژئوسیتیز را خریداری کرد. 10 سال بعد یاهو ژئوسیتیز را تعطیل کرد و میلیون‌ها صفحهٔ وب در حال فرایند را حذف کرد. ژئوسیتیز
در سپتامبر 2009، یک ماه قبل از تعطیل شدن، 10,477,049 بازدیدکننده منحصر به فرد دریافت کرد.

## بازسازی گروه‌های یاهو در سال 2010
در آگوست 2010، گروه‌های یاهو اقدام به ایجاد تغییر بزرگ نرم‌افزاری کردند. این تغییر توسط اکثریت کاربران محکوم شد.
در 29 سپتامبر 2010، جیم استونم، معاون انجمن محصولات یاهو، اعلام کرد که بر اساس بازخورد اعضا، گروه‌های یاهو تغییرات اخیر را به حالت قبلی برمی‌گردانند.

## طراحی مجدد Flickr در سال 2013
در 20 می 2013، فلیکر، وب سایت تصویری و ویدیویی یاهو، یک طراحی مجدد با ویژگی‌های جدد و اضافی شامل یک ترابایت حافظه خالی برای همهٔ کاربران،
تصویر یکپارچه و به روز رسانی برای برنامه‌های اندروید ارائه داد. این طراحی مجدد صفحه را با عکس‌هایی با سایز متغیر پر می‌کند
و در صفحهٔ اصلی نظرات اخیر دربارهٔ عکس‌ها را نشان می‌دهد. فناوری رادار سبک جدید فلیکر را به عنوان «دریای تغییر» در هدف خود توصیف کرد.
خیلی از کاربران از این تغییرات انتقاد کردند و انجمن کمکی سایت هزاران نظر منفی دریافت کردند.

## پاسخ یاهو به طراحی دوباره 2013
یاهو پاسخ داد به تغییرات قالب در اوایل سپتامبر 2013. قالب جدید از نظر زیبایی و حرکت مورد انتقاد شدید قرار گرفت. رنگ طرح از سبز به بنفش تغییر یافت.

## حمله بدافزاری۲۰۱۴
در ژانویه سال ۲۰۱۴، حمله ای بدافزاری در مقیاس بزرگ توسط Fox IT در کشور هلند کشف شد که جاوا را مورد هدف قرار داده بود و در ۳۰ دسامبر ۲۰۱۳ کاربران را به خصوص در رومانی، فرانسه و انگلیس تحت تأثیر قرار داد به طوریکه در هر ساعت ۳۰۰٬۰۰۰ کاربر مورد حمله قرار می‌گرفتند. یاهو از آنجایی که هیچ راهنمایی عمومی و توصیه ای برای کاربرانی که مورد حمله قرار گرفته بودند، ارائه نداده بود، به شدت مورد نقد قرار گرفت.

## شماره تلفن، نیاز کاردانی جدید یاهو
در ماه دسامبر ۲۰۱۶ یاهو کاربران خود را مجبور کرد تا یک شماره تلفن اضافه کنند، در غیر این صورت نمی‌توانند به حساب ایمیل خود دسترسی پیدا کنند. 

## نقض داده‌ها
این شرکت در نیمه دوم سال ۲۰۱۶ دو نوع تخلف داده عمدهٔ حساب کاربری را به هکرها گزارش کرد. اولین بار این تخلفات در سپتامبر ۲۰۱۶ اعلام شد که اواخر سال ۲۰۱۴ اتفاق افتاده و بیش از ۵۰۰ میلیون حساب کاربری در یاهو را تحت تأثیر قرار داده بود.قبل از آن نقض اطلاعاتی، جداگانه در اوت ۲۰۱۳ اتفاق افتاد، که در دسامبر ۲۰۱۶ گزارش و بیش از ۱ میلیارد حساب کاربری را تحت تأثیر قرار داد. هر دو نقض جزء بزرگترین کشف‌ها در تاریخ اینترنت به حساب می‌آیند. جزئیات خاص اطلاعات گرفته شده شامل نام، آدرس ایمیل، شماره تلفن، پرسش و پاسخ‌های امنیتی رمزگذاری یا غیر رمزگذاری شده، تاریخ تولد و کلمه عبور رمزگذاری شده است. علاوه بر این، یاهو گزارش داد که در اواخر سال ۲۰۱۴ تخلفاتی مانند استفاده از کوکی وب‌های تولید شده برای جعل هویت ورود، به هکرها اجازه دسترسی به هر حسابی بدون نیاز به کلمه عبور را داده‌است.
یاهو به دلیل افشای تخلفات و اقدامات امنیتی اخیر مورد نقد قرار گرفته‌است و در حال حاضر با چندین پرونده دادخواهی و همچنین با تحقیق توسط اعضای کنگره ایالات متحده روبرو است. این نقض‌ها همچنین ورایزن کامیونیکشنز را دربارهٔ برنامهٔ خرید یاهو به ارزش ۴٫۸ میلیارد دلار مورد سؤال قرار داده‌است.

## شرایط خدمت یاهو به آنها امکان لغو حساب کاربری بدون اخطار یا دلیل را می‌دهد
شرایط خدمت یاهو به آن‌ها اجازه می‌دهد تا به صلاح دید خود و بدون دلیل حساب کاربر را لغو کنند. برخی از کاربران دسترسی به داده‌های خود (از جمله تصاویر شخصی) بدون هرگونه فرصتی از دست داده‌اند.